# Bistum Tiberias
Koordinaten: 32° 48′ N, 35° 32′ O
Das Bistum Tiberias, weniger gebräuchlich auch Bistum Tabaria (lat.: Tiberiadensis oder Tabariensis) war ein frühchristlich-byzantinischer Bischofssitz in der Stadt Tiberias am See Genezareth (heutiges Israel). Er bestand wahrscheinlich nach der arabischen Eroberung im siebten Jahrhundert fort. Tiberias wurde 1099 von den Kreuzfahrern erobert, die aber zunächst keine neue lateinische Diözesanordnung schufen. Statt dessen erhielt der Abt des Klosters S. Salvator auf dem Berg Tabor erzbischöfliche Befugnisse in Galiläa. Erst 1109 wurde das Bistum Nazareth begründet, das schon 1129 zum Erzbistum erhoben wurde. 1144 wird erstmals ein Bischof von Tiberias erwähnt. 1187 nach der Schlacht von Hattin musste der Bischof fliehen. Er hatte nach 1191 seinen Sitz in Akkon genommen. Im 13. Jahrhundert wurde Galiläa mehrmals für wenige Jahre durch die Kreuzfahrer zurückerobert. Ob der Bischof in diesen Zeiten nach Tiberias zurückkehrte, ist aber nicht bekannt. Das Bistum ging mit der muslimischen Eroberung Galiläas Ende des 13. Jahrhunderts endgültig unter. Der Titel eines Bischofs von Tiberias wurde aber weiterhin vergeben. In dieser Tradition steht das Titularbistum Tiberias der römisch-katholischen Kirche.

## Geschichte
Die Stadt Tiberias wurde von Herodes Antipas ab dem Jahr 17 neu erbaut und löste im Jahr 19 Sepphoris als Hauptstadt der Herodianischen Tetrarchie Galiläa und Peräa ab. Um das Jahr 30 soll Johannes der Täufer in der Stadt hingerichtet worden sein. Im 3. und 4. Jahrhundert war die Stadt ein bedeutendes religiöses Zentrum der Juden mit dem Sitz des Sanhedrin. Nach den jüdischen Aufständen wurde die Provinz Judäa auflöst und in Syria Palaestina umbenannt. Diese Provinz wurde in spätrömischer Zeit weiter unterteilt; Tiberias kam zur Provinz Palaestina II oder Palaestina Secunda. Diese spätrömische Verwaltungsgliederung wurde im 4. Jahrhundert auch in die Gliederung der Kirchenverwaltung übernommen. Tiberias gehörte somit zur Kirchenprovinz Palaestina II des Patriarchats von Jerusalem. Der Metropolitansitz der Provinz befand sich in Scythopolis, dem heutigen Bet Scheʾan in Israel. Dem Metropoliten in Scythopolis unterstanden nach Gams 17 Suffragane, darunter auch der Bischof von Tiberias.

## Der frühchristlich-byzantinische Bischofssitz
Zu Anfang des vierten Jahrhunderts hatte sich neben der jüdischen Gemeinschaft auch eine starke christliche Gemeinschaft gebildet, sodass um diese Zeit ein Bischofssitz in der Stadt eingerichtet wurde. Ein erster Bischof ist bereits um 320 nachgewiesen. Der zweite nachgewiesene Bischof Joannes nahm 481 am Konzil von Chalcedon teil. Hieroclis listet das Bistum in seinem um 535  entstanden Werk Synecdemus et Notitiae Graecae Episcopatum unter dem Namen Tiberias und zählt 11 Bischofssitze in der Provinz Palaestina secunda auf.
Nach der Schlacht am Jarmuk 636 eroberten die Araber ganz Palästina und Syrien. Der Bischofssitz bestand auch unter der muslimischen Herrschaft fort. Bei der Ankunft der Kreuzfahrer war der Bischofssitz aber anscheinend schon aufgegeben worden.

## Liste der frühchristlich-byzantinischen Bischöfe
- um 320 N.[1][3]
- 449 bis 451 Joannes[1][3]
- 518 Joannes II[1][3]
- 536 bis 553 Georgius[1][3]
- ca. 800 Basilius, er wurde nachher Bischof in Jericho[1][3]

## Der lateinische Bischofssitz
Galiläa wurde von den Kreuzfahrern unter Tankred bereits 1099 kurze Zeit nach der Eroberung Jerusalems besetzt. Er nahm seinen Sitz in Tiberias, begründete das Fürstentum Galiläa und wurde daher Tankred von Tiberias genannt. Es dauerte jedoch vergleichsweise sehr lange, bevor für dieses Gebiet ein Bistum errichtet wurde. In den ersten Jahren nach der Gründung wurden dem Abt des 1099/1100 von Tankred gegründeten Benediktinerklosters S. Salvator auf dem Berg Tabor erzbischöfliche Befugnisse für Galiläa übertragen. Er war ein direkter Suffragan des Patriarchen von Jerusalem. 1109 gingen die bischöflichen Befugnisse auf das neu gegründete Bistum Nazareth (ab 1129 Erzbistum) über. 1144 wird erstmals ein Bischof von Tiberias erwähnt, der zu diesem Zeitpunkt allerdings schon einige Jahre im Amt war. Der Bistumssprengel wurde vom Erzbistum Nazareth abgetrennt, das Bistum dem Erzbistum Nazareth unterstellt. Der Bischof von Tiberias war somit ein Suffragan des Erzbischofs von Nazareth. In der Zeit des lateinischen Königreichs Jerusalem wurde die Stadt gelegentlich auch Tabaria genannt.
In Tiberias hatte auch das Kloster S. Maria im Tal Josaphat Besitzungen, ein Hospital in der Stadt und eine St. Georgskirche außerhalb der Stadtmauern, die sie 1109 vom Bischof von Nazareth erhalten hatten. Die St. Georgskirche in Tiberias stellte insofern eine Besonderheit dar, als sie von lateinischen und orthodoxen (syrischen) Christen gemeinsam genutzt wurde. Mit der Gründung des Bistums Tiberias waren Konflikte zwischen dem Kloster und dem Bischof vorprogrammiert. Das Kloster war exemt und unterstand nicht der Jurisdiktion des Bischofs. Vermutlich verstanden sich die Mönche darauf ihre Kirche als besonders attraktiv darzustellen, so dass die Gläubigen in ihre Kirche gingen und dort ihre Opfer brachten, und nicht in die Kathedrale in der Stadt. Unter der Ägide des Erzbischofs von Nazareth und des Bischofs von Akkon kam 1178 ein Vergleich zwischen dem Kloster S. Maria im Tal Josaphat und dem Bischof von Tiberias zustande. Die Benediktinermönche sollten keine Gemeindemitglieder aufnehmen, die vom Bischof von Tiberias exkommuniziert oder unter Interdikt gestellt worden waren. Sie durften keine Kinder nach dem lateinischen Ritus taufen und auch keine Ehen segnen; dies sollte das Vorrecht des Bischofs sein. Der Friedhof der Georgskirche sollte den Klosterbrüdern, ihren Dienern und syrischen Christen vorbehalten sein. Die Mönche verpflichteten sich auch zu einer jährlichen Zahlung von 10 Bezanten anstelle des Zehnten für das Land das zur Georgskirche gehörte. Auch der Lazarusorden hatte ein Hospital und eine Kapelle in Tiberias.
Der Bischof von Tiberias war aber auch Vasall des Königs von Jerusalem. Im Kriegsfall hatte er 100 Sergeanten zu stellen.

## Bischöfe
- 1144 bis 1145 Elias[8]
- 1154 bis 1161 Herbertus/Arbertus/Osbertus[8]
- 1168 Radulfus[8]
- 1174 bis 1178 Gerardus/Giraldus[9][8]
- bis 1189/91 NN, starb vor Akkon[8]
- 1198, 1199, 1201 NN[8]
- ab 1206? bis 1241 vakant[10]
- 1241 Godofredus/Geoffrey, 1241 = electus[8]
- 1243, 1244, 1247 NN (der oben genannte Godofredus?)[8]
- 1256 bis 1273 (†) Eustorgius[8]
- 1273 bis 1274 (†) Guillelmus I. (Wilhelm von Saloniki/Salonicea), vorher Archidiakon im Kathedralkapitel des Bistums Lydda
- 1283 Guillelmus II. (Wilhelm von Velus) (auch Guilelmus Pilosus[11]), war vorher Kantor im Kathedralkapitel von Lydda und Kanzler von (Klein-)Armenien[8]

1187 begann Saladin seinen Feldzug gegen das Königreich Jerusalem mit der Belagerung der Festung von Tiberias. Er wollte damit das Heer des Königreichs Jerusalem auf den verhängnisvollen Marsch nach Hattin locken, was ihm letztendlich auch gelang. Nur zwei Tage vor der Schlacht bei Hattin nahm er die Festung Tiberias ein. Vermutlich war der Bischof von Tiberias schon vorher geflohen. Nach der Schlacht bei Hattin eroberte Saladin quasi das gesamte Königreich Jerusalem. Mit der Belagerung und Eroberung von Akkon konnten die Kreuzfahrer einen Küstenstreifen wieder zurückgewinnen. Bei der verlustreichen Belagerung von Akkon von 1189 bis 1191 starb auch der (namentlich nicht bekannte) Bischof von Tiberias. Danach wurde ein neuer Bischof von Tiberias ernannt, dessen Name ebenfalls nicht bekannt ist. Er führte einen Prozess gegen den Templerorden um die Rückgabe von 1300 Bezanten und anderer Wertsachen, die sein Vorgänger beim Templerorden deponiert hatte.  Der größte Teil der Diözese Tiberias dürfte zu dieser Zeit in muslimischer Hand gewesen sein; vermutlich hielt sich der Bischof in Akkon auf. 1204 wurde der Bischof von Vercelli, Albert von Jerusalem von Papst Innozenz III. zum Patriarchen von Jerusalem ernannt. Als er 1206 im Heiligen Land ankam, war der Bischofssitz in Tiberias vermutlich schon vakant, und er blieb es bis 1241.
1241 kam Galiläa wieder unter die Kontrolle der Kreuzfahrer, und es wurde auch nach der langen Vakanz mit Geoffrey, dem Kanzler des Patriarchen von Antiochia, ein neuer Bischof ernannt. Allerdings war die finanzielle Situation des Bischofs nach den vielen Zerstörungen äußerst prekär. Papst Innozenz IV. ordnete an, dass der Abt des Kloster S. Maria im Tal Josaphat dem Bischof eine Unterstützung zahlen sollte. Allerdings wurde Tiberias bereits 1244 durch choresmische Söldner auf ihrem Zug nach Ägypten geplündert. 1247 kam Galiläa wieder in muslimische Hand, 1250 wurde die Region von König Ludwig IX. von Frankreich wieder zurückerobert. Ob der Bischof tatsächlich wieder in Tiberias residierte, ist nicht bekannt. 1263 fiel Tiberias endgültig unter muslimische Herrschaft. Die folgenden Bischöfe residierten in Akkon. Bischof Wilhelm von Velus erscheint letztmalig 1283 in den Urkunden. Sein weiteres Schicksal ist nicht bekannt. Spätestens mit dem Fall von Akkon 1291 kam das endgültige Ende des lateinischen Bistums Tiberias.
In der Tradition dieses untergegangenen Bischofssitzes steht das Titularbistum Tiberias der römisch-katholischen Kirche. Mit Paul von Banz ist bereits 1302 ein erster Titularbischof von Tiberias als Weihbischof im Erzbistum Breslau aktiv.